# One Week Friends
One Week Friends (一週間フレンズ。, Isshūkan Furenzu) é uma série de mangá escrita e ilustrada por Matcha Hazuki. Foi serializada na revista Gangan Joker da Square Enix entre 21 de janeiro de 2012 e 22 de janeiro de 2015. A obra foi inicialmente publicada como um one-shot na edição de setembro de 2011 da revista. Desde então, a série foi compilada em sete volumes tankōbon. Uma adaptação para anime produzida pelo estúdio Brain's Base foi ao ar entre 6 de abril e 22 de junho de 2014. O mangá foi licenciado no Brasil pela Panini Comics. Um filme live-action homônimo foi lançado em fevereiro de 2017.

## Enredo
Yuki Hase, um estudante do ensino médio, percebe que sua bela colega de classe Kaori Fujimiya está sempre sozinha e aparentemente não tem amigos. Após se aproximar dela e se familiarizar melhor, Kaori revela que toda segunda-feira ela perde toda a memória de seus amigos. Apesar de descobrir isso, Yuki se esforça para ser amigo dela novamente a cada semana.

## Personagens
Yuuki Hase (長谷 祐樹, Hase Yūki)
Voz de: Yoshitaka Yamaya Interpretado por: Kento Yamazaki
Yuuki é um estudante do segundo ano do ensino médio que desenvolve um interesse por uma colega isolada, Kaori Fujimiya. Apesar de Kaori esquecer dele toda semana, ele nunca deixa de se esforçar para conquistar um sorriso dela.
Kaori Fujimiya (藤宮 香織, Fujimiya Kaori)
Voz de: Sora Amamiya Interpretado por: Haruna Kawaguchi
Kaori é colega de classe de Yuuki que escolhe não fazer amigos, pois perde suas memórias relacionadas a amigos no início de cada semana. Ela costumava ser popular na escola, mas sofreu um acidente de carro que lhe causou um grave caso de amnésia anterógrada. Ela decide manter um diário depois que Yuuki sugere que ela registre suas experiências. Isso a ajuda a se tornar cada vez mais familiarizada com Yuuki, ao ponto de quase se lembrar dele. Ela também é capaz de lembrar coisas relacionadas a ele, mas sem referência direta a ele, como lembrar de fazer ovos para ele, mas não do ato de entregá-los.
Ela também parece desenvolver sentimentos por ele, independentemente da memória consciente. Quando questionada se gosta dele em um capítulo posterior, ela fica visivelmente corada. Ela havia feito uma promessa de encontrar seu amigo de infância, Hajime Kujou, mas acabou não conseguindo por causa do acidente. Sua mãe sugere que, até certo ponto, ela pode estar reprimindo suas próprias memórias. Ela é bastante habilidosa em matemática em comparação com Yuuki e muitas vezes o ajuda em seus estudos.
Shougo Kiryuu (桐生 将吾, Kiryū Shōgo)
Voz de: Yoshimasa Hosoya Interpretado por: Takashi Matsuo
Shougo é o melhor amigo confiável de Yuuki, com boas notas. Ele parece ser uma pessoa fria e direta com as palavras, muitas vezes dormindo na aula e tratando tudo como um incômodo.
Saki Yamagishi (山岸 沙希, Yamagishi Saki)
Voz de: Rumi Ōkubo Interpretado por: Haori Takahashi
Saki é uma garota desajeitada e esquecida em sua classe que costumava ser colega de classe de Shougo na escola primária. Ela costumava ser intimidada devido à sua estatura pequena na escola primária e, desde então, tem dependido dos outros para todas as questões.
Hajime Kujou (九条 一, Kujō Hajime)
Voz de: Shintarō Asanuma Interpretado por: Shuhei Uesugi
Hajime é um estudante que se transfere durante o segundo semestre e que era colega de classe de Kaori na escola primária. Ele e Kaori prometeram se encontrar no parque no dia anterior à sua transferência para Hokkaido, mas Kaori não apareceu devido ao acidente dela. Sua família impõe exigências rigorosas a ele, a ponto de não permitir que ele compre jogos.

## Mídias

### Mangá
One Week Friends começou como um mangá one-shot de Matcha Hazuki e foi publicado pela primeira vez na edição de setembro de 2011 da Gangan Joker da Square Enix. Uma serialização completa se seguiu na Gangan Joker a partir de 21 de janeiro de 2012. Após um período de três anos, a série chegou ao fim na edição de fevereiro de 2015 da Gangan Joker, que foi publicada no Japão em 22 de janeiro de 2015. Apesar do término da serialização, um capítulo especial foi posteriormente incluído na edição de maio de 2015 da revista, que foi publicada em 22 de abril de 2015. Os capítulos foram compilados em um total de sete volumes tankōbon foram publicados de 22 de junho de 2012, a 22 de abril de 2015.
Em 2016, a Panini Group anunciou o lançamento da série no Brasil, tendo o primeiro volume lançado em janeiro de 2017.
Em 22 de março de 2021, a edição de abril de 2021 da Gangan Joker revelou que uma sequência do mangá intitulada One Week Friends Afterwards (その後の一週間フレンズ, Sonogo no Isshūkan Friends) começaria a ser serializada na próxima edição.

### Anime
Uma adaptação para série de televisão em anime pela Brain's Base começou a ser exibida em 6 de abril de 2014. O anime foi dirigido por Taro Iwasaki. O tema de abertura é "Niji no Kakera" (虹のかけら, lit. "Fragmentos de um Arco-Íris"), interpretado por Natsumi Kon, com letras e composição de Ai Kawashima. O tema de encerramento é uma versão da música "Kanade" (奏, lit. "Sinfonia") de Sukima Switch, cantada por Sora Amamiya, a dubladora da protagonista feminina, Kaori Fujimiya.

### Peça teatral
Uma adaptação teatral foi apresentada no Japão de 14 a 24 de novembro de 2014. O elenco da peça conta com Tomoki Okayama como Yūki Hase, Maya Okano como Kaori Fujimiya, Kimito Totani como Shōgo Kiryū e Juria Kawakami como Saki Yamagishi.

### Filmelive-action
Um filme live-action foi lançado no Japão pela Shochiku em 18 de fevereiro de 2017. O filme foi escrito por Yōko Izumisawa, dirigido por Shōsuke Murakami, estrelado por Haruna Kawaguchi e Kento Yamazaki.

## Recepção
Carl Kimlinger, da Anime News Network (ANN), atribuiu uma classificação geral de B+ a One Week Friends. Embora tenha apontado que a premissa pode exagerar nos momentos dramáticos, além de que a primeira metade da série apresenta pouca progressão narrativa, ele elogiou o desenvolvimento dos personagens, afirmando que pequenos eventos sustentam essa fase inicial. Além disso, destacou que as cenas dramáticas são bem dosadas, auxiliando os espectadores a se conectarem emocionalmente com os personagens. Kimlinger também enalteceu o trabalho do estúdio Brain's Base e do diretor Tarou Iwasaki, destacando os fundos minimalistas e as animações de alta qualidade como elementos que criam o ambiente perfeito. Segundo ele, "isso faz com que a série seja o que é: um prazer adormecido, puro e simples".
Outra editora da ANN, Gabriella Ekens, elogiou o programa por ser "emocionalmente inteligente" com a sua mostra do crescimento do personagem Yūki e por ser "lindamente realizado" com o seu "estilo aquarela falso" ilustrando a progressão de Kaori e a recuperação da amnésia, concluindo que: "One Week Friends é um slice of life no seu ápice. Suave, atmosférico e emocionalmente ressonante, é o alimento de conforto perfeito para uma tarde. Por outro lado, Allen Moody da THEM Anime Reviews criticou a "suavidade e previsibilidade" da premissa e dos seus personagens, destacando Saki por ser "irritante a vários níveis", mas elogiou a "inofensividade" geral do programa e sentiu que tanto Shōgo como a mãe de Kaori, Shiho, eram as únicas pessoas "genuinamente boas" ao longo da série.
O mangá teve mais de 1 milhão de cópias impressas no Japão.